# Éderson (football, 1989)
Pour les articles homonymes, voir Ederson.
Éderson Alves Ribeiro Silva, plus connu sous le nom d'Éderson, né le 13 mars 1989 à Pentecoste au Brésil, est un joueur de football brésilien qui évolue au poste d'attaquant.
Il joue actuellement avec le club du Kashiwa Reysol au Japon.

## Palmarès
| ABC - Championnat du Brésil D3 (1) : - Champion : 2010. - Championnat du Rio Grande do Norte (2) : - Champion : 2010 et 2011. |  | Paranaense - Championnat du Brésil : - Meilleur buteur : 2013 (21 buts). - Coupe du Brésil : - Finaliste : 2013. - Championnat du Paraná (1) : - Champion : 2009. |  | Ceará - Championnat du Ceará (1) : - Champion : 2012. |